# Ana Božić
Ana Božić (Slavonski Brod, 25. veljače 1988.) je hrvatska košarkašica i igračica hrvatskih mladih reprezentacija. Članica je talijanskog Viareggia.
Igra na mjestu razigravačice. Visoka je 176 cm. Rođena je 1988. godine. Igrala je za Požegu, Mursu, slovensku Rogašku, hrvatskog drugoligaša Brod na Savi i Pleter iz Rijeke i talijanski Serie A1 ligaša Almore iz Genove.
Igrala je za hrvatsku žensku juniorsku reprezentaciju 2005. godine i reprezentacije U18 na europskom prvenstvu 2006. godine.